# Aube (rzeka)
Aube – rzeka w północno-wschodniej Francji, prawy dopływ Sekwany, ma 248 km długości. Wypływa z departamentu Górna Marna (niedaleko miejscowości Auberive), przepływa przez następujące departamenty:
- Górna Marna
- Côte-d’Or
- Aube
- Marna

Uchodzi do Sekwany.

## Główne dopływy
- Aubette
- Aujon
- Landon
- Voire
- Ravet
- Meldançon
- Puits
- Huitrelle
- Herbissonne
- Barbuise
- Salon
- Superbe